# Aígio
Aígio (Aigio) är en kommunhuvudort i Grekland.   Den ligger i prefekturen Nomós Achaḯas och regionen Västra Grekland, i den centrala delen av landet, 150 km väster om huvudstaden Aten. Aígio ligger 70 meter över havet och antalet invånare är 20 422.
Terrängen runt Aígio är varierad. Havet är nära Aígio åt nordost.Runt Aígio är det ganska glesbefolkat, med 47 invånare per kvadratkilometer. Aígio är det största samhället i trakten. 